# Al-Shabab SC
L'Al-Shabab Sports Club (àrab: نادي الشباب الرياضي, Nādī ax-Xabāb ar-Riyāḍī, ‘Club Esportiu de la Joventut’) és un club de futbol de Kuwait de la ciutat d'Al Ahmadi.
Va ser fundat el 1963.

## Palmarès
- Segona Divisió de Kuwait:
  - 1974–75, 2001–02, 2007–08, 2010–11, 2017–18, 2022–23